# Dolby Cinema
Dolby Cinema es un cine premium creado por Dolby Laboratories que combina tecnologías patentadas de Dolby como el sistema de proyección, Dolby Vision y el sistema de sonido, Dolby Atmos, así como otras características de diseño intrínsecas y de entrada exclusivas. La tecnología compite con IMAX y otros formatos grandes premium como XD de Cinemark y RPX de Regal.

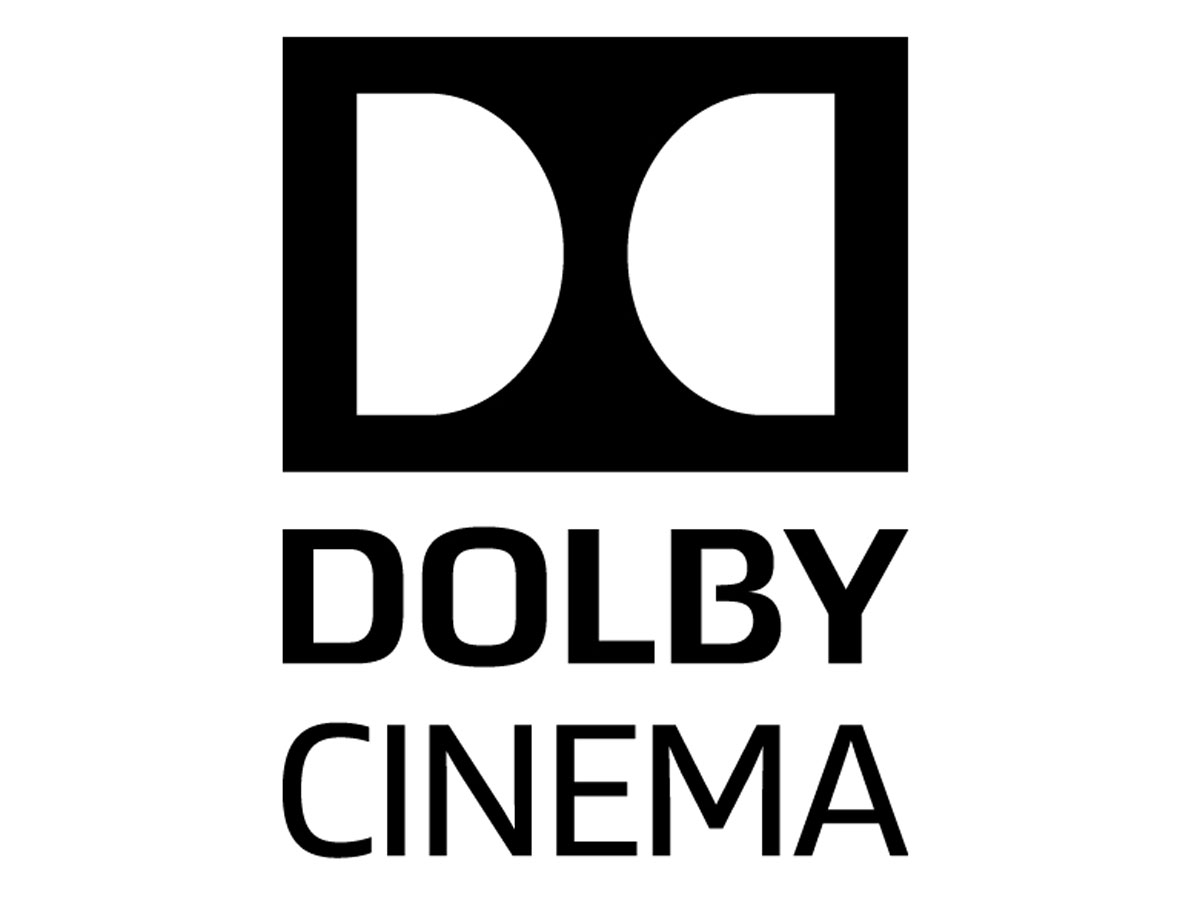
Logo de Dolby Cinema.

## Historia
Las primeras instalaciones con Dolby Cinema fueron JT (ahora Vue) Bioscopen Cinema en Eindhoven, Países Bajos, el 18 de diciembre de 2014; seguida de Cinesa, La Maquinista en Barcelona, España. Dolby Laboratories tiene contratos de socios con Cinesa, Vue Cinemas, AMC Theatres (conocido como Dolby Cinema en AMC, anteriormente Dolby Cinema en AMC Prime hasta principios de 2017), Cineplexx Cinemas, Wanda Cinemas, Jackie Chan Cinema, Reel Cinemas y Odeon Cinemas para instalar Dolby Cinemas.
El 26 de mayo de 2017, Dolby anunció que hicieron un trato con Les Cinémas Gaumont Pathé para abrir 10 nuevas ubicaciones en Europa. Siete estarán ubicadas en Francia y tres estarán ubicadas en los Países Bajos.

## Tecnología

### Dolby Vision
Dolby Cinema utiliza un sistema de proyección Dolby Vision desarrollado por Dolby Laboratories junto con Christie Digital. El sistema consta de dos proyectores láser modulares Christie 4K 6P (primarios) con un diseño personalizado para permitir una trayectoria de luz única. El sistema es capaz de entregar hasta 14 pies-lambert en pantallas blancas mate de ganancia unitaria para 3D (y hasta 31 pies-lambert para 2D), una mejora sustancial en los sistemas 3D de generación actual que entregan en el rango de 3 a Lambert de 4 pies para 3D. El resultado es un brillo, color y contraste mejorados en comparación con los proyectores de xenón tradicionales. [9] [10] Los primeros cines utilizaron temporalmente proyectores láser duales Christie 4K listos para usar hasta que se enviaron los que tenían capacidad para Dolby Vision en la primavera de 2015.
Dolby 3D usa separación de espectro, donde los dos proyectores funcionan en operación apilada y cada proyector emite una longitud de onda ligeramente diferente de rojo, verde y azul primario. No hay polarización presente en el proyector, y las gafas 3D tienen filtros de muesca que bloquean los primarios utilizados por el proyector que proyecta la imagen destinada al otro ojo.
Dolby Vision puede mostrar las siguientes combinaciones de resolución y velocidad de cuadros:
- 2K – 2D a 120 fps, 60 fps, 48 fps and 24 fps
- 2K – 3D a 120 fps, 60 fps, 48 fps and 24 fps  por ojo / proyector
- 4K – 2D a 48 fps, 30 fps and 24 fps
- 4K – 3D a 48 fps, 30 fps and 24 fps  por ojo / proyector
- 8K – 2D a 48 fps, 30 fps and 24 fps
- 8K – 3D a 48 fps, 30 fps and 24 fps  por ojo / proyector

Aunque los proyectores gemelos son capaces de mostrar la relación de contraste de 7500: 1 definida por la función de gamma de luminancia fija DCI para películas no graduadas con Dolby Vision, los proyectores están limitados a una relación de contraste de 5000: 1. Los estudios de Hollywood han clasificado más de 100 películas directamente en proyectores Dolby Cinema, el equipo creativo puede crear contenido con relaciones de contraste de 1,000,000:1.

### Dolby Atmos
Otro componente de la experiencia Dolby Cinema es Dolby Atmos, un formato de audio envolvente 3D orientado a objetos desarrollado por Dolby Laboratories. El sistema tiene capacidad para 128 entradas de audio simultáneas utilizando hasta 64 altavoces individuales para mejorar la inmersión del espectador. La primera película que admitió el nuevo formato fue la película animada Brave de Disney y Pixar lanzada en 2012.

### Entrada de firma
La mayoría de los Dolby Cinemas cuentan con una entrada de pared de video curva que muestra contenido relacionado con la película que se proyecta en el auditorio. El contenido que se muestra en la pared de video es generado específicamente por el estudio de cine y está destinado a sumergir a los espectadores en la experiencia de la película antes de que comience. El video se genera usando múltiples proyectores de alta definición de corto alcance en el techo de la entrada y se usa software patentado para mapear en píxeles las diferentes imágenes juntas a lo largo de la pared. Asimismo, el audio se genera mediante altavoces colocados en el techo de la entrada.